# Le Plateau-Mont-Royal
Ne doit pas être confondu avec le quartier du Plateau Mont-Royal.
Le Plateau-Mont-Royal est un arrondissement central de la ville de Montréal au Québec (Canada). Il est situé sur le versant est du Mont Royal sur un plateau surplombant le centre-ville de Montréal délimité par la rue Sherbrooke. Il est bordé par les arrondissements Rosemont–La Petite-Patrie au nord, Mercier–Hochelaga-Maisonneuve à l'est, Ville-Marie au sud, et Outremont à l'ouest. On y comptait 104 000 habitants en 2016 répartis dans 8,1 km2.
Le développement de Montréal au-delà du faubourg Saint-Laurent, au XIXe siècle, entraîne la fondation des villages de Coteau-Saint-Louis en 1846, Saint-Jean-Baptiste en 1861 et Saint-Louis-du-Mile-End en 1878.
Aujourd'hui, Le Plateau-Mont-Royal est l'un des pôles créatifs majeurs du Canada avec une concentration d'artistes, de musiciens et d'organismes de création inégalée dans le reste du pays. On y retrouve l'École nationale de théâtre du Canada, le Conservatoire de musique de Montréal et plusieurs théâtres comme le Rideau vert, le Théâtre de Quat'Sous, La Licorne et le Théâtre d'Aujourd'hui. C'est aussi sur le Plateau que sont établis le studio de développement de jeux vidéo Ubisoft Montréal et l'Institut de tourisme et d'hôtellerie du Québec. On y retrouve aussi un accès direct au Parc du Mont-Royal, via le Parc Jeanne-Mance, le Parc La Fontaine, le Parc Sir-Wilfrid-Laurier le Square Saint-Louis, et la Place Gérald-Godin.
À la suite de l'installation de nombreux expatriés français depuis les années 2000, le quartier est régulièrement surnommé le « Quartier français », « le Petit-Paris », la Petite-France, ou encore ironiquement la « Nouvelle-France ».

## Géographie
La rue Saint-Denis et l'avenue du Mont-Royal traversent cet arrondissement. L'une des principales artères nord-sud de la ville, le boulevard Saint-Laurent, le traverse aussi. Ce sont les trois principales rues commerciales de l'arrondissement, avec les rues Laurier et Duluth plus petites.
Le Square Saint-Louis est un parc des plus visités, car il permet d'observer les maisons victoriennes qui le bordent et le caractérisent. Pour leur part, les grands espaces verts comme le parc du mont Royal et le parc La Fontaine sont d'envergure urbaine et comportent des pistes cyclables et des sentiers piétonniers.
Côté transports, le Plateau-Mont-Royal est accessible à pied, par des pistes cyclables, un réseau de métro et d'autobus ainsi que par la route.
Les limites de l'arrondissement sont les suivantes : en partant de l'intersection des rues Sherbrooke et University au sud-ouest de l'arrondissement, la frontière est formée par la rue University vers le nord jusqu’à l'avenue des Pins ; ensuite par l'avenue des Pins vers l'est jusqu’à l'avenue du Parc ; par l'avenue du Parc vers le nord jusqu’à l'avenue du Mont-Royal; par l'avenue du Mont-Royal vers l'ouest jusqu'au chemin de la Côte-Sainte-Catherine ; par celle-ci vers le nord jusqu’à l'avenue Nelson ; par celui-ci vers le nord jusqu'au boulevard Saint-Joseph; par la rue Hutchison vers le nord jusqu'au chemin de fer Canadien Pacifique; par ce chemin de fer vers le sud-est jusqu’à la rue Sherbrooke; et enfin par la rue Sherbrooke vers le sud-ouest jusqu’à la rue University.

### Quartiers sociologiques
- Milton Parc (Ghetto McGill)
- Saint-Louis (Quartier portugais de Montréal)
- Parc La Fontaine
- Mile End
- Parc Laurier
- Lorimier

### Quartiers de référence
- Q31 Lorimier (d)
- Q32 Parc-Lafontaine (d)
- Q33 Parc-Laurier (d)
- Q34 Mile End
- Q35 Saint-Louis (d)
- Q36 Milton Parc

## Histoire

### L'époque des grandes fermes
À partir de 1745, la zone urbanisée entourant Montréal s'étend au-delà de ses fortifications. Le Plateau-Mont-Royal naît ainsi lorsque le faubourg Saint-Laurent, au nord, devient le principal axe de développement. En 1792, Montréal s'agrandit pour établir ses limites officielles à environ deux kilomètres des fortifications. Dès lors, le mont Royal et la rue Duluth forment ses limites. Plus loin du centre, surtout vers l'ouest, des familles anglophones ont à l'époque de grandes demeures entourées de jardins et les Hospitalières de Saint-Joseph ont un vaste terrain qui sera le siège de leur futur Hôtel-Dieu. Encore plus en périphérie se trouvent de grandes propriétés de campagne dont les fermes de la bourgeoisie montréalaise.
En 1850, un réservoir pour l'aqueduc de la ville de Montréal est installé à l'emplacement actuel du Square Saint-Louis. Il a comme fonction d'approvisionner les résidents de la Côte-à-Baron, ce qui désigne la pente descendante au sud de la rue Sherbrooke. À cette époque une ferme à l'emplacement de l'actuel parc La Fontaine est convertie en champ de manœuvres militaires. Au nord, d'autres agglomérations se forment de par l'activité économique des carrières, donnant naissance au village du Coteau-Saint-Louis, en 1846. Une chapelle est construite deux ans plus tard, qui sera remplacée en 1857 par l'église Saint-Enfant-Jésus du Mile-End. De nos jours, le Mile End est un quartier voisin faisant partie de l'arrondissement du Plateau-Mont-Royal, mais c'est seulement en 1878 que le village de Saint-Louis-du-Mile-End naît. D'ici la fin du siècle, le flanc de la montagne est acheté par la Ville qui y aménage le parc du Mont-Royal, le parc La Fontaine prend la place des activités militaires et le réservoir de la Côte-à-Baron cède la sienne au Square Saint-Louis.
Le village de Saint-Jean-Baptiste se forme vers 1861. Son point central est également l'emplacement de son marché (le premier marché fut construit vers 1870 et remplacé par un plus moderne en 1933; ce dernier sera finalement démoli en 1966). Ce centre civique est situé à l'intersection de la rue Saint-Laurent (qui deviendra plus tard le boulevard Saint-Laurent) et de la rue Rachel. Les villages du Coteau-Saint-Louis et de Saint-Jean-Baptiste sont annexés à Montréal vers la fin du siècle; respectivement en 1893 et 1886. Quant à Saint-Louis-du-Mile-End et DeLorimier, ils seront annexés à Montréal respectivement en 1910 et 1909. À cette époque, la population de Montréal déborde à l'est du chemin Papineau, où se trouvent des maisons et avenues élégantes.
Sur une carte de 1879 on voit que l'arrondissement actuel comprend les 3/4 de St-Louis-du-Mile-End, la moitié de Côte-St-Louis, et tout St-Jean-Baptiste, entre autres. La carte ne montre pas les autres parties de Côte-de-la-Visitation qui sont devenues le village De Lorimier (l'est du Plateau) et Petite-Côte (aujourd'hui quartier Rosemont).

### Un arrondissement ouvrier

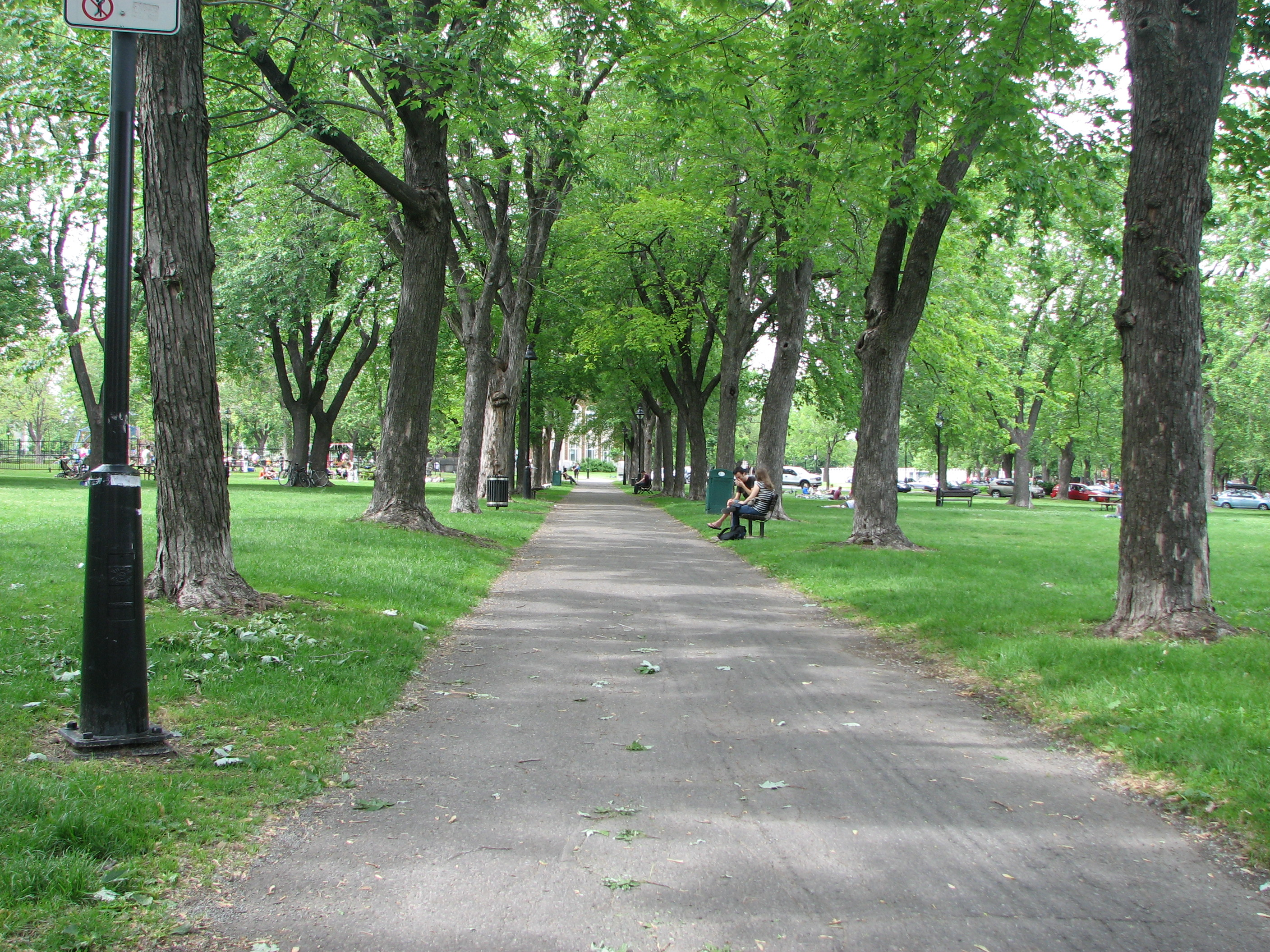
Allée d'érables dans le parc Sir-Wilfrid-Laurier, 2009

Au début du XXe siècle, il s'agissait d'un arrondissement ouvrier. Avec les années, croissance économique aidant, il s'est transformé et la population ouvrière l'a peu à peu déserté. Dès 1900, le Coteau-Saint-Louis devient très cosmopolite, comptant temples protestants et synagogues. Plusieurs commerçants protestants ouvrent boutique sur la rue Saint-Laurent, qui devient, en 1905, le boulevard Saint-Laurent, ainsi que la frontière linguistique entre francophones, à l'est, et anglophones, à l'ouest. À cette époque, le boulevard Saint-Joseph devient la première artère bordée d'arbres de la ville.
Dans les années 1930, la crise économique freine la construction dans l'arrondissement, bien que certains travaux soient financés au parc Sir-Wilfrid-Laurier. L'Université de Montréal déménage sur le flanc nord du mont Royal en 1943, ce qui entraîne le déménagement des bourgeoisies francophone et anglophone vers ce quartier. Depuis l'après-guerre, le quartier accueille des immigrants. Des Juifs arrivés dès lors ont généralement maintenu boutique sur le boulevard Saint-Laurent dans l'ancien quartier juif et déménagé leur demeure vers les quartiers adjacents à l'ouest. Vestige de la présence juive: la charcuterie hébraïque Schwartz's du boulevard Saint-Laurent, un des commerces les plus renommés de Montréal, célèbre pour son « smoked meat » (viande fumée). Ils furent remplacés par des Grecs qui ont contribué à l'art local de la boulangerie et de la pâtisserie. Plus récemment, des Vietnamiens et des Portugais se sont installés, dont témoigne, pour ces derniers, le parc du Portugal.
Du « Chinatown », les commerçants chinois ont remonté le boulevard Saint-Laurent jusqu’à la rue Sherbrooke et l'ont dépassé pour cohabiter avec les boutiques indiennes.

### Les années 1980: l'embourgeoisement

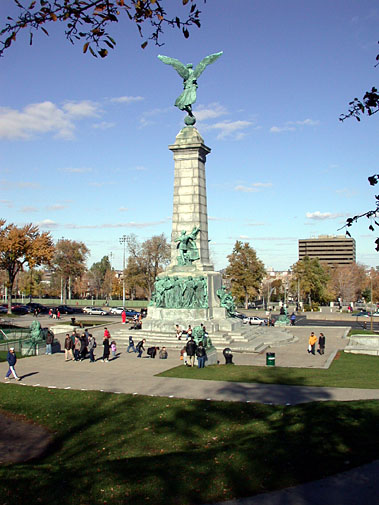
Tam-tams du mont Royal d'un dimanche d'automne au parc du mont Royal, avenue du Parc.

À partir des années 1970, et s'accélérant dans les années 1980, un mouvement de retour à la ville attire de jeunes professionnels, des artistes et des étudiants vers l'arrondissement du Plateau-Mont-Royal. Cela en fait un centre d'activités culturelles et intellectuelles. Aujourd'hui, il possède une hétérogénéité socio-économique moins large. En effet, le quartier s'est embourgeoisé et devient un lieu de résidence privilégié par la classe moyenne aisée.
En 2004, l'organisme new-yorkais Project for Public Spaces a élu Le Plateau-Mont-Royal comme l'un des 20 endroits nord-américains offrant la meilleure qualité de vie.

### Société d'histoire du Plateau-Mont-Royal
La riche histoire du quartier et de ses habitants peut maintenant compter sur l'apport d'un organisme sans but lucratif, pour sa mise en valeur. Depuis sa création, en 2006, la Société d'histoire du Plateau-Mont-Royal (SHP), s'intéresse à documenter et à diffuser l'histoire du quartier et celle des gens qui l'ont habité. La SHP a ses locaux au Centre de services communautaires du Monastère; au 4450 rue Saint-Hubert, local 419. La SHP y possède un centre de documentation et d'archives contenant une foule d'informations sur l'arrondissement du Plateau-Mont-Royal. Un des joyaux de ce centre de documentation consiste en la collection du journal Le Guide Mont-Royal qui fut pendant nombre d'années, le témoin du quotidien et de l'actualité du quartier. Un hyperlien (voir plus bas) vous conduira au site internet de la société.

## Quartiers
Il existe une distinction entre l'arrondissement Le Plateau-Mont-Royal et le quartier Plateau-Mont-Royal. L'arrondissement du Plateau-Mont-Royal est une instance politique et administrative de la Ville de Montréal et englobe trois quartiers : 
- le quartier Plateau-Mont-Royal est et ouest.
- le quartier Mile End (délimité par l'avenue du Mont-Royal au sud et par l'avenue Henri-Julien à l'est).
- le quartier Milton Parc (ou Ghetto McGill), délimité par le quadrilatère University, Sherbrooke, Saint-Laurent et l'avenue des Pins.

## Démographie
Le tableau suivant fait état de l'évolution de la population du Plateau-Mont-Royal depuis 2006, soit le premier recensement canadien après la constitution de l'arrondissement.
| 2006    | 2011    | 2016    | 2021    | 2026 |
| ------- | ------- | ------- | ------- | ---- |
| 101 054 | 100 390 | 104 000 | 105 813 | -    |

## Caractéristiques

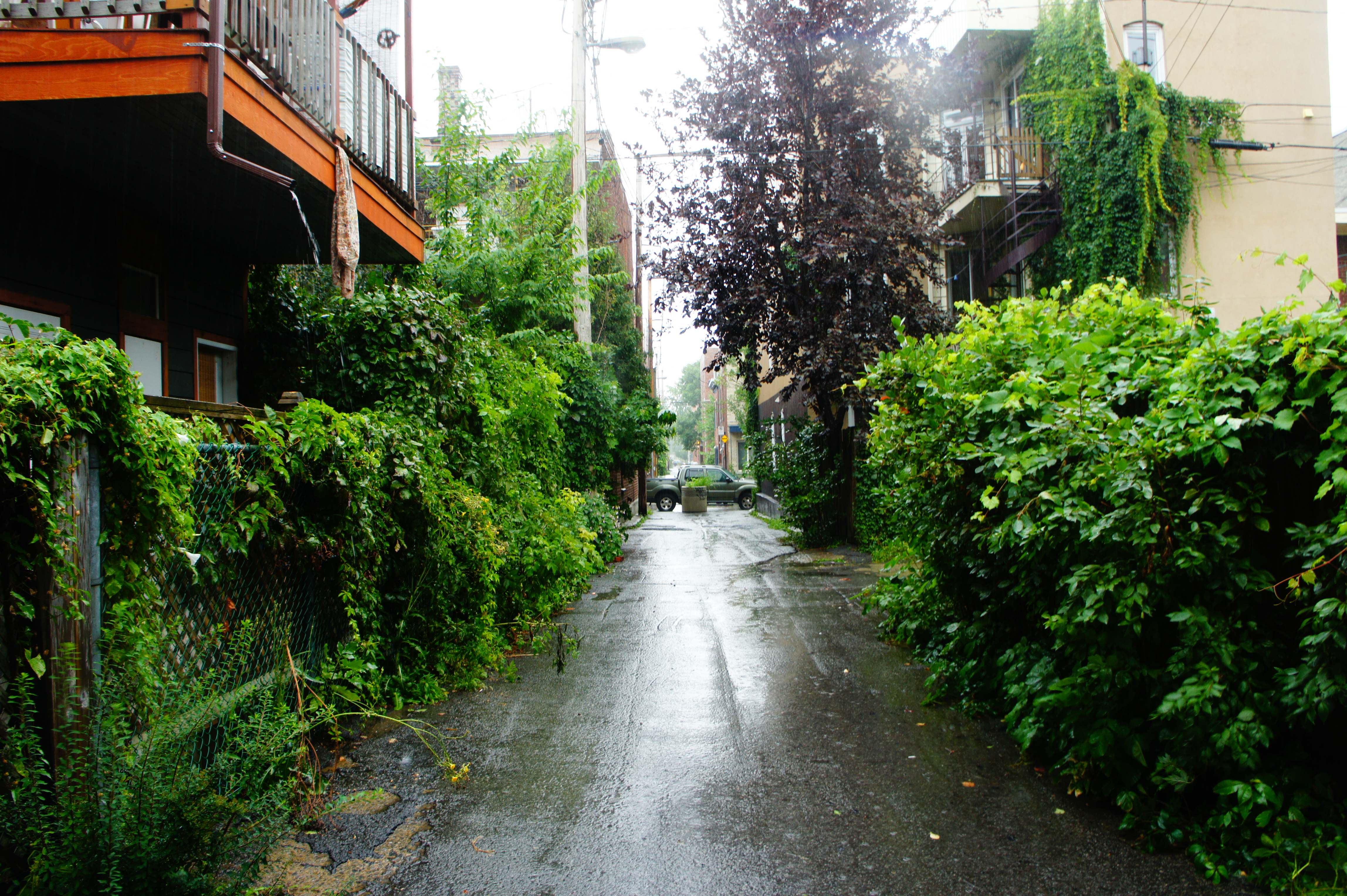
Ruelle verte Masson.

Le Plateau-Mont-Royal est un arrondissement reconnu pour plusieurs raisons : 
- Il est près du centre-ville (l'arrondissement de Ville-Marie).
- Il est près de diverses institutions et activités culturelles.
- Il accueille une population jeune, attirée en grand nombre par l'ouverture dans les années 1960 de l'Université du Québec à Montréal.
- Il possède plusieurs boutiques spécialisées.
- Il offre une grande variété architecturale.
- Il a une réputation positive véhiculée par la population dite branchée.
- Il n'est pas nécessaire d'y posséder une automobile, car il est desservi par trois stations de métro (Sherbrooke, Mont-Royal, Laurier) et par un réseau de pistes cyclables dont l'axe numéro 1 de la Route verte qui le traverse.
- Il est le premier arrondissement à mettre en œuvre les ruelles vertes de Montréal; il y a 52 ruelles reverdies (2011)[14].

Un phénomène d'embourgeoisement y est observable. Par exemple, beaucoup des loyers ont doublé depuis le début des années 2000, probablement du simple fait que le quartier soit couru. De plus, durant ces mêmes années, un commerçant de renommée « historique » donnant surtout dans l'alimentation, « Warshaw », s'est vu remplacé par une pharmacie grande surface Pharmaprix. L'édifice a toutefois gardé son nom et un autre Warshaw a été ouvert en face du marché Atwater.

## Parcs et jardins

### Parcs
Sur le territoire de l'arrondissement, il s'y trouve deux des plus grands parcs de Montréal :
- le parc La Fontaine
- et le parc du Mont-Royal (ce dernier ne se trouve pas dans l'arrondissement même, mais est directement adjacent au parc Jeanne-Mance, séparé du Plateau par l'avenue du Parc).

D'autres parcs importants :
- le parc Sir-Wilfrid-Laurier,
- le parc Baldwin,
- le parc de Lorimier et
- le parc Saint-Michel.

Espace vert naturel :
- le Champ des possibles.

### Jardins communautaires
Il existe quatre jardins communautaires au sein de l'arrondissement :
- le jardin De Lorimier (angle De Lorimier et Gilford) : 102 jardinets - 24 demi-jardinets - 5 bacs doubles
- le jardin Mile End (angle Henri-Julien et Maguire) : 85 jardinets - 8 demi-jardinets, 4 bacs de jardinage pour personnes à mobilité réduite
- le jardin du parc Baldwin (rue Fullum, au sud de Rachel Est) : culture de fleurs ornementales (non comestibles) et de légumes en contenants seulement, 45 jardinets
- le jardin Rivard (rue Rivard, au sud de Gilford) : culture de légumes en bac uniquement, 29 jardinets

## Éducation
Il possède plusieurs établissements scolaires de tous les niveaux, notamment : 
- l'École nationale d'administration publique
- le Conservatoire de musique de Montréal
- l’École supérieure de ballet du Québec
- le Conservatoire d'art dramatique de Montréal
- l'École nationale de théâtre du Canada
- l'Institut de tourisme et d'hôtellerie du Québec et
- l'école secondaire FACE (Commission scolaire de Montréal).

Quant à l'enseignement primaire et secondaire, celui-ci est assuré par le Centre de services scolaire de Montréal (anciennement la Commission scolaire de Montréal) pour le réseau francophone et par la Commission scolaire English-Montréal pour le réseau anglophone.

## Culture

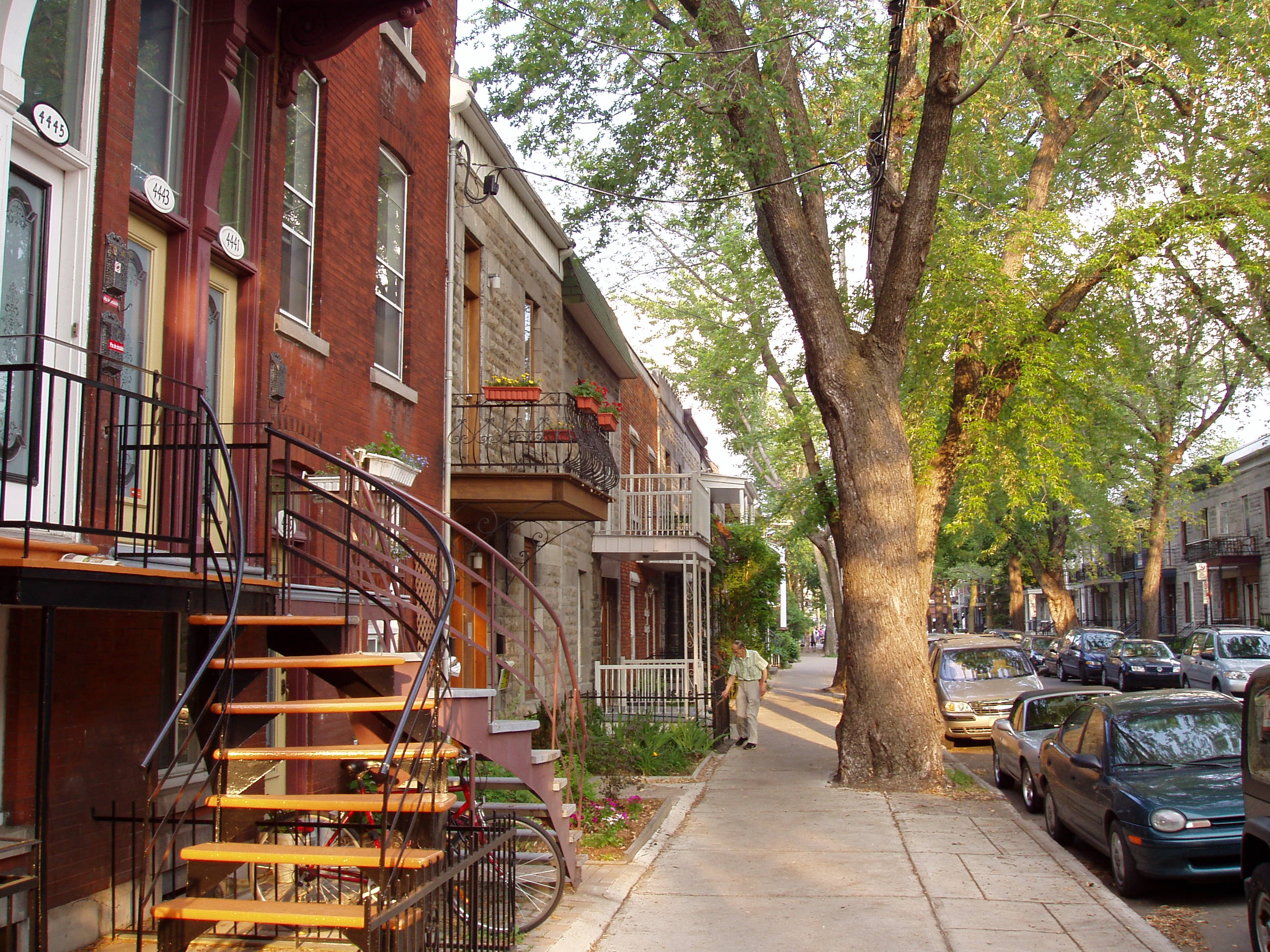
Rue résidentielle typique du Plateau-Mont-Royal, juin 2005

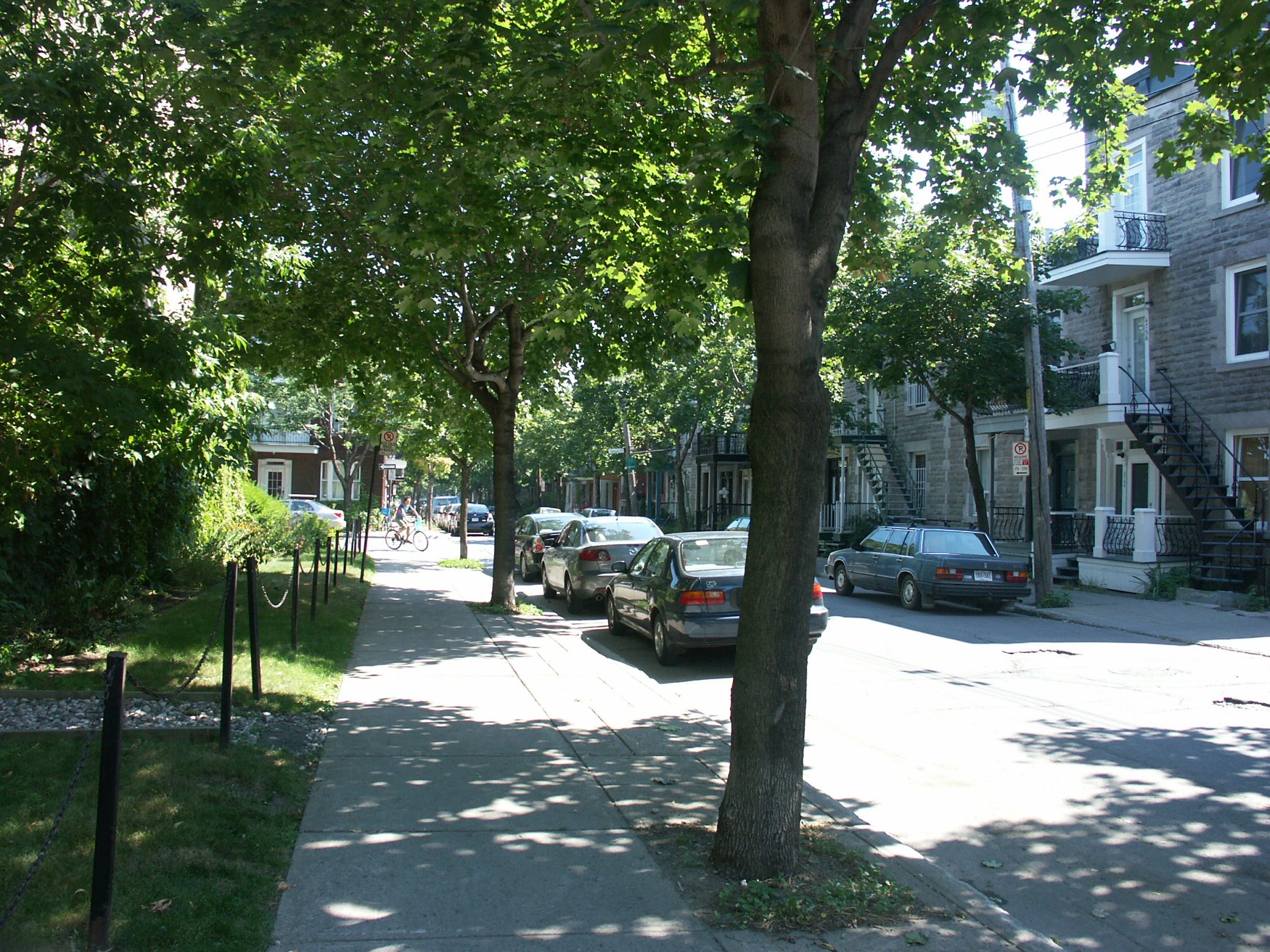
Rue résidentielle typique du Plateau-Mont-Royal.

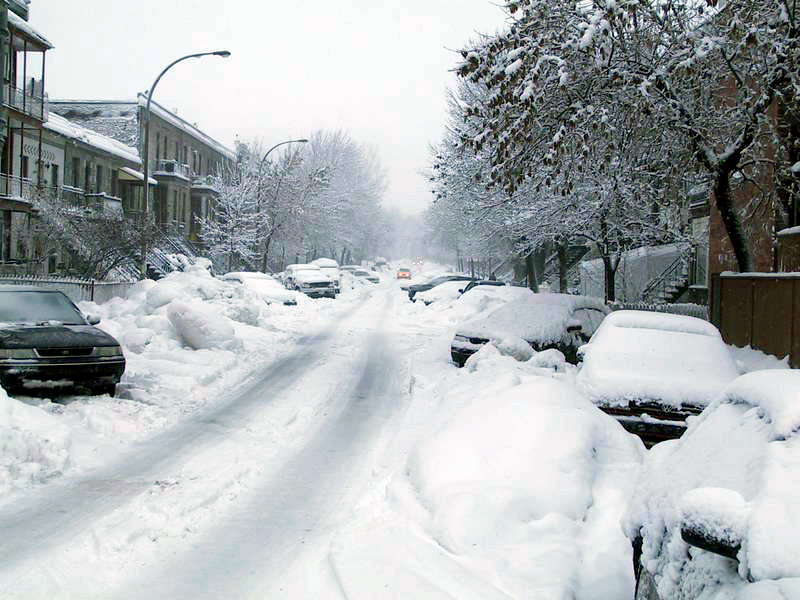
Rue de l'Esplanade, près des parcs Jeanne-Mance et du mont Royal

Le Plateau-Mont-Royal est reconnu depuis quelques années comme l'un des principaux lieux culturels et artistiques du Québec et du Canada. Il a d'ailleurs été consacré, à l'automne 2005, comme l'endroit le plus créatif du Canada par une étude du groupe Hill Stratégies Recherche. Selon celle-ci, les zones du Plateau-Mont-Royal liées aux codes postaux H2W, H2J, H2T renferment la concentration d'artistes la plus élevée au Canada. Par exemple, on estime que 8 % de la population de la zone liée au code postal H2W, au cœur du Plateau-Mont-Royal, sont des artistes. Il s’agit du « quartier le plus créatif » au Canada, avec une concentration plus de dix fois supérieure à la moyenne canadienne de 0,8 %. Cette zone se situe entre l’avenue des Pins et l’avenue du Mont-Royal, de la rue St-Denis à l'avenue du Parc.
De plus, l'arrondissement du Plateau Mont-Royal compte sur son territoire une foule d'établissements culturels, classiques ou d'avant-garde :  
Musique
- Musique émergente : Sala Rossa | Casa del Popolo | Mile End Cultural Center | Bíly Kun | Chez Baptiste | Verre Bouteille | ancienne usine Cadbury ; / Divan Orange

- Musique classique : Jeunesses Musicales du Canada | Conservatoire de musique de Montréal ;

Danse
- Agora de la danse | Grands Ballets Canadiens | Compagnie Marie Chouinard | Louise Bédard Danse | PPS Danse ;

Arts visuels
- Plusieurs galeries d'arts (dont la Galerie Simon Blais) ;

Théâtres
- Théâtre d'Aujourd'hui | Théâtre du Rideau Vert | Espace Go | Théâtre La Licorne | Théâtre de Quat'Sous | Théâtre de l'Esquisse | Conservatoire d'art dramatique de Montréal;

Maison de la culture
- Maison de la culture du Plateau-Mont-Royal.

Autres
- Théâtre de Verdure au parc La Fontaine
- Café culturel Espace La Fontaine au parc La Fontaine

### Bibliothèques publiques
Deux bibliothèques du réseau des bibliothèques de Montréal sont situées dans l'arrondissement : 
- Bibliothèque Mordecai-Richler (Quartier Mile-End), 5434, avenue du Parc
- Bibliothèque du Plateau-Mont-Royal, 465, avenue du Mont-Royal Est

### Littérature
L'écrivain québécois Michel Tremblay a longuement décrit l'histoire ouvrière de cet arrondissement en y plaçant l'intrigue de sa série de romans, les Chroniques du Plateau-Mont-Royal. L'écrivain québécois Mordecai Richler, né sur le Plateau-Mont-Royal, d'une famille juive ultra-religieuse, y a aussi situé plusieurs histoires, décrivant principalement la vie de la communauté juive du Plateau, et dénonçant souvent le racisme anti-juif au Québec dans les années 1950 et 1960.

## Sports et loisirs
- Arénas de l’arrondissement
  - Aréna Mont-Royal 4365, rue Cartier, 514 872-4705
  - Aréna Saint-Louis 5633, rue Saint-Dominique, 514 872-2062

- Centre de loisirs
  - Centre Culturel Calixa-Lavallée 3819, avenue Calixa-Lavallée, Art Neuf / 514 523-3316
  - Centre de loisirs multiethnique Saint-Louis 3555, rue Saint-Urbain, Association Récréative Milton-Parc / 514 872-0566
  - Centre du Plateau 2275 boulevard Saint-Joseph Est, Centre du Plateau / 514 872-6830
  - Centre Laurier 1115, avenue Laurier Est, Au jardin des Aînés et Aînées inc. / 514 872-4672
  - Centre Père Sablon 4265, avenue Papineau, Centre Père Sablon / 514 527-1256
  - Centre Saint-Denis 5115, rue Rivard, Relance des loisirs tout 9 inc. / 514 274-7358
  - YMCA du Parc 5550, avenue du Parc, YMCA du Québec / 514 271-9622

- Les patinoires extérieures
  - Patinoire du parc De Lorimier Patinoire sans bandes (patinage libre) Patinoire sans chalet
  - Patinoire du parc Saint-Michel Patinoire de sports d'équipe (sans chalet)
  - Patinoires du parc Baldwin Patinoire de sports d'équipe Patinoire sans bande (patinage libre), Chalet et toilettes
  - Patinoires du parc Jeanne-Mance Patinoire de sports d'équipe Patinoire sans bande (patinage libre) Chalet et toilettes
  - Patinoires du parc La Fontaine Deux patinoires de sports d'équipe, Patinage libre sur l'étang (musique d'ambiance), Chalet et toilettes
  - Patinoires du parc Sir-Wilfrid-Laurier Trois patinoires de sports d'équipe, Patinoire sans bande (musique d'ambiance), Chalet et toilettes

- Les terrains de tennis

- Le terrain de planche à roulettes

- Les piscines intérieures
  - Piscine Schubert 3950, boulevard Saint-Laurent, Téléphone : 514 872-2587
  - Piscine du centre du Plateau 2275, boulevard Saint-Joseph Est, Téléphone : 514 872-1178
  - Piscine du centre Père Sablon 4265, avenue Papineau, Téléphone : 514 527-1256
  - Piscine Lévesque 955, rue Marie-Anne Est, Téléphone : 514 872-2823
  - Piscine du YMCA du Parc 5550, avenue du Parc Téléphone : 514 271-9622

- La piscine extérieur
  - Piscine Sir-Wilfrid-Laurier 5200, rue De Brébeuf, Téléphone : 514 872-4050
  - Piscine Baldwin 2330, rue Rachel Est, Téléphone : 514 872-3533
- Les pataugeoires
  - Les pataugeoires du parc La Fontaine Au parc La Fontaine il y a deux pataugeoires accessibles au public : la baignade est gratuite 1450, rue Rachel Est
  - Pataugeoire du parc Jeanne-Mance 4220, avenue de l'Esplanade
  - Pataugeoire des piscines Baldwin et Laurier

## Transports

### Métro
| Station    | Mise en service | Distance entre les stations |
| ---------- | --------------- | --------------------------- |
| Sherbrooke | 14 octobre 1966 | 932,10 m                    |
| Mont-Royal | 14 octobre 1966 | 499,60 m                    |
| Laurier    | 14 octobre 1966 | 746,10 m                    |

### Autobus

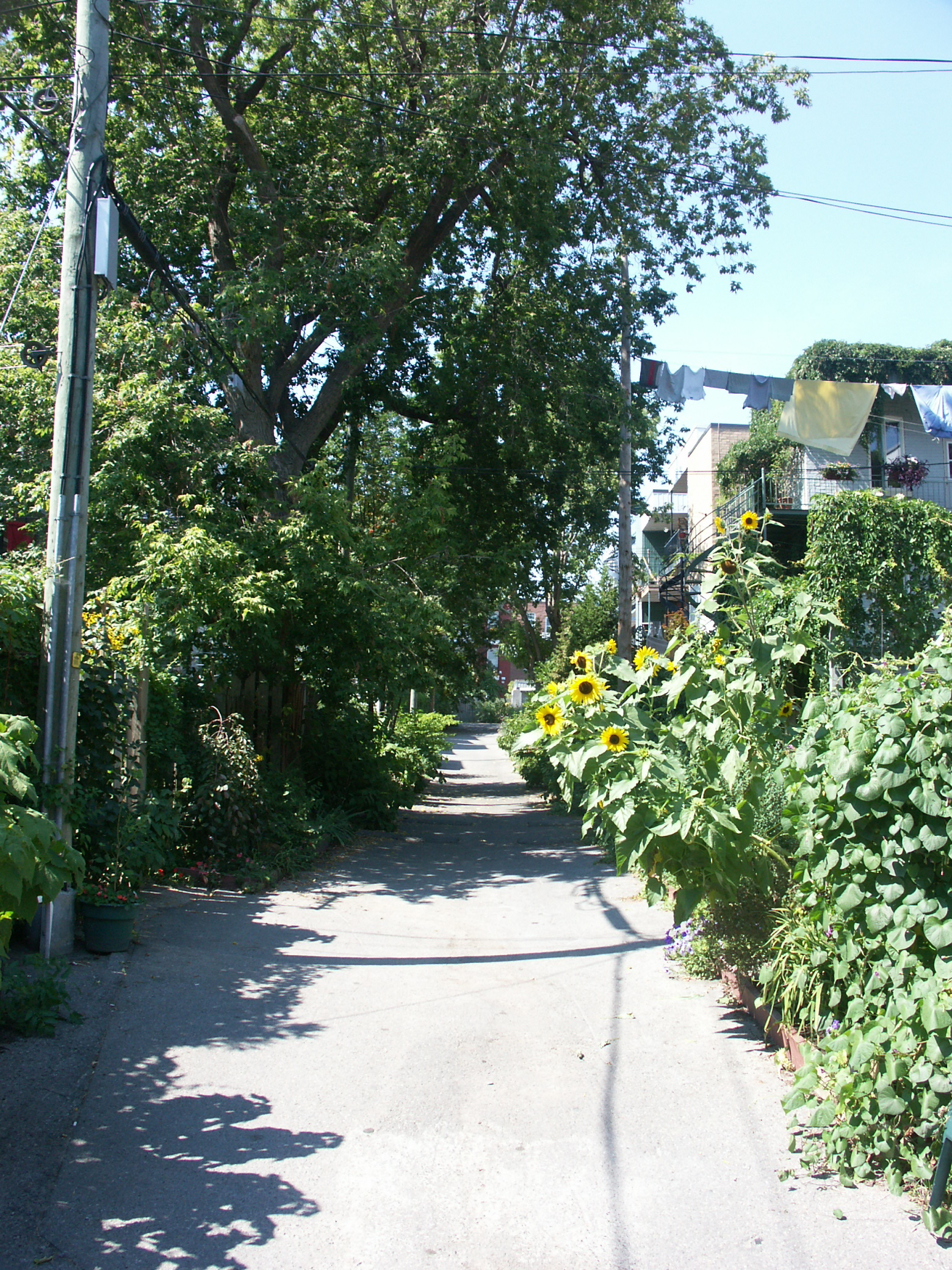
Ruelle typique, près du parc Sir-Wilfrid-Laurier. Vu plusieurs obstacles, la circulation automobile y est lente et rare.

|     | Service de Jour          |
| 10  | De Lorimier              |
| 11  | Montagne                 |
| 14  | Amherst                  |
| 24  | Sherbrooke               |
| 27  | Boulevard Saint-Joseph   |
| 29  | Rachel                   |
| 30  | Saint-Denis/Saint-Hubert |
| 45  | Papineau                 |
| 46  | Casgrain                 |
| 47  | Masson                   |
| 55  | Boulevard Saint-Laurent  |
| 80  | Avenue Du Parc           |
| 94  | D'Iberville              |
| 97  | Mont-Royal               |
| 144 | Avenue Des Pins          |

|     | Service Express                 |
| 427 | Express Saint-Joseph            |
| 435 | Express Du Parc/Côte-des-Neiges |

|     | Service de Nuit         |
| 359 | Papineau                |
| 360 | Avenue Des Pins         |
| 361 | Saint-Denis             |
| 363 | Boulevard Saint-Laurent |
| 365 | Avenue Du Parc          |
| 368 | Mont-Royal              |

## Administration

### Élus municipaux
En tant qu'arrondissement montréalais, Le Plateau-Mont-Royal est dirigé en premier lieu par un conseil d'arrondissement chargé des affaires locales puis par le conseil de ville de Montréal, chargé de certaines matières qui concernent l'ensemble de la ville. Il est composé de trois districts électoraux représentés chacun par un conseiller de ville et un conseiller d'arrondissement. Ce dernier ne siège qu'au conseil d'arrondissement alors que le conseiller de ville siège aux deux instances. Un maire d'arrondissement est élu à la tête de l'arrondissement et siège aux deux instances.
Le district De Lorimier couvre le quartier Plateau Mont-Royal, le district Jeanne-Mance couvre le quartier Milton Parc (Ghetto McGill) et le district Mile End couvre le quartier éponyme.
Depuis plusieurs années, tous les élus municipaux de l'arrondissement sont des élus du parti Projet Montréal.
| Fonction | Fonction               | 2009-2013        | 2013-2017          | 2017-2021        | 2021-2025        |
| --- | ---------------------- | ---------------- | ------------------ | ---------------- | ---------------- |
| Maire d'arrondissement                                                                                                 | Maire d'arrondissement | Luc Ferrandez    | Luc Ferrandez      | Luc Ferrandez    | Luc Rabouin      |
| Conseillers |                        |                  |                    |                  |                  |
| Ville | De Lorimier            | Josée Duplessis  | Louise Mainville   | Marianne Giguère | Marianne Giguère |
| Ville | Jeanne-Mance           | Richard Bergeron | Alex Norris        | Alex Norris      | Alex Norris      |
| Ville | Mile End               | Richard Ryan     | Richard Ryan       | Richard Ryan     | Marie Plourde    |
| Arr. | De Lorimier            | Carl Boileau     | Marianne Giguère   | Maeva Vilain     | Laurence Parent  |
| Arr. | Jeanne-Mance           | Piper Huggins    | Christine Gosselin | Josefina Blanco  | Maeva Vilain     |
| Arr. | Mile End               | Alex Norris      | Marie Plourde      | Marie Plourde    | Marie Sterlin    |
| Projet Montréal Ensemble Montréal / Équipe Denis Coderre Union Montréal Vision Montréal Coalition Montréal Indépendant |                        |                  |                    |                  |                  |

### Représentation politique
La députée de la circonscription provinciale de Mercier, englobant la majorité du Plateau (au nord de Rachel et à l'est d'Esplanade), est Ruba Ghazal, l'une des dix députés du parti Québec solidaire, élus aux élections provinciales d'octobre 2018. Robert Bourassa, Gérald Godin et Amir Khadir ont déjà représenté la circonscription de Mercier.
Les autres circonscriptions comprenant une partie du Plateau-Mont-Royal  sont Mont-Royal–Outremont, Hochelaga-Maisonneuve, Sainte-Marie–Saint-Jacques et Westmount–Saint-Louis
Au niveau fédéral, le Plateau fait partie de la circonscription de Laurier—Sainte-Marie, représenté de 1990 à 2011 par l'ancien chef du Bloc québécois, Gilles Duceppe. En mai 2011, lors d'élections fédérales, la député Hélène Laverdière du Nouveau Parti démocratique remplace Duceppe dans la circonscription. Le Plateau fait partie aussi de Outremont et Westmount—Ville-Marie.